# Imzouren
Imzouren (Berbers: ⵉⵎⵣⵓⵔⴻⵏ) is een stad en gemeente gelegen in de Rif, in het noorden van Marokko. De stad ligt in de provincie Al Hoceima en de regio Tanger-Tétouan-Al Hoceïma, en valt in het stamgebied van de Ait Waryaghar.
Imzouren ligt 18 km ten zuiden van de stad Al Hoceima en 4 km ten noorden van de stad Beni Bouayach. Imzouren is een stad waar veel Marokkaanse immigranten vandaan komen (Frankrijk, Nederland, België, Duitsland en Spanje), net als elders in de Rifstreek. De inwoners van Imzouren zijn Riffijnen.
Imzouren ligt in de Nekor-vallei, omringd door hoge bergen. Op enkele kilometers liggen de lange zandstranden Sfiha en Souani.

## Geschiedenis
Imzouren is rond 1930 gesticht door de stam Ait Wayagher. Tijdens de Spaanse bezetting had de stad Imzouren niet meer dan 1.000 inwoners. Na 1956 steeg de populatie van 1.000 naar 25.000 inwoners in 1990. De stad heeft ook bewoners van naburige stammen getrokken. Imzouren bestaat vooral uit bewoners van de stam Ait Waryaghar, aangezien de plaats behoort tot die stam. Kleine aandelen van de bevolking bestaan ook uit mensen van de naburige stammen Ait Touzine en Temsamane.
In februari 2004 was er een aardbeving in de omgeving van Al Hoceima waar Imzouren ook onder viel. Hierbij kwamen ongeveer 700 mensen om. Het aardbevingsinstituut legde daarbij een kracht vast van 6,7 op de schaal van Richter.

## Imzouren nu
In 2008 wordt er veel geïnvesteerd in Imzouren, vanwege de Marokkaanse immigranten die er in de zomermaanden op vakantie gaan. Zo zijn er onder andere banken en reisbureaus gevestigd, en zijn er appartementencomplexen en een markt; een groter ziekenhuis is sinds 2008 in de aanbouw.

## Infrastructuur
Het vliegveld Cherif Al Idrissi Airport dat er enkele kilometers vandaan ligt, is de afgelopen jaren vernieuwd en uitgebreid en heeft vluchten naar steden zoals Amsterdam en Brussel.

## Bezienswaardigheden
De stad Imzouren kent een aantal bezienswaardigheden, zoals de grote markt op zaterdag, de winkelstraat Kassiria en een aantal vervallen oude Spaans-koloniale gebouwen.
Hoofdplaats: Al Hoceïma

Steden: Imzouren · Beni Bouayach · Ait Youssef Ou Ali · Ajdir

Dorpen: Ait Kamara · Boukidan · Tamassint

Marokko: Regio's, provincies en prefecturen